# Timsah Arena
Bursa Büyükşehir Belediye Stadyumu znany jako Timsah Arena – stadion piłkarski w Bursie, w Turcji. Gospodarzem obiektu jest drużyna Bursaspor. Nowa arena może pomieścić 45 000 widzów. Budowa rozpoczęła się w czerwcu 2011 roku, a prace zakończono w 2015 roku. Koszt inwestycji wyniósł 70 mln €. Charakterystycznym elementem obiektu jest zwieńczenie elewacji po jednej ze stron stadionu w formie głowy krokodyla. Nazwa stadionu również nawiązuje do tego motywu (timsah znaczy po turecku krokodyl). Wybór motywu krokodyla nie jest przypadkowy, gdyż taki przydomek nosi zespół Bursasporu. Przed otwarciem nowej areny piłkarze Bursasporu występowali na stadionie im. Atatürka.